# Troïtski (Krasnodar)
|  | Per a altres significats, vegeu «Troïtski». |

Troïtski - Троицкий (rus) - és un khútor del krai de Krasnodar, a Rússia. Es troba al Caucas Nord, a la vora dreta del riu Urup, afluent del riu Kuban, a 15 km al nord d'Otràdnaia i a 203 km al sud-est de Krasnodar.
Pertany al poble de Gussaróvskoie.